# Rapszódia zongorára és zenekarra (Bartók)
Bartók Béla első opusa (Sz. 27, B36a/b), a Rapszódia zongorára és zenekarra 1904-ből való. Ekkor már olyan jelentős darab megírásán van túl Bartók, mint az előző évben komponált, és 1904 elején bemutatott Kossuth-szimfónia.
Eredetileg szólózongorára írta a Rapszódiát (ez az Sz. 26), majd átdolgozta zongorára és zenekarra, de kétzongorás változatot is készített (lásd lejjebb).
1905-ben Párizsban ezzel a művével nevezett be a Rubinstein zeneszerzői versenyre, itt azonban – mivel az első két hely nem került kiosztásra – be kellett érnie oklevéllel, amit igazságtalannak és sérelmesnek tartott.
A Rapszódiát Budapesten, Hubay Jenő vezényletével 1909-ben mutatták be, a zongoraszólamot Bartók játszotta.
A rapszódia hagyományos formai keretét – lassú + gyors szakasz – ez a mű se rúgja fel, bár a két rész átmenet nélkül olvad egymásba (attacca), és a gyors rész témája már a lassú szakaszban is fellelhető. A témákat (amelyek népies műdalon alapszanak) a zongora mutatja be, az első variálgatások is hozzá fűződnek. A zongorás szakaszt és a zenekari részt fafúvós hangszerek szignálja különíti el.
A gyors szakasz során Bartók játékos, táncos és szenvedélyes hangulatokat mutat be, a befejezésnél azonban visszaidézi a kezdetben hallott motívumokat is.

## Autográf anyagok

### 1904-es változat
- Vázlatanyaga és fogalmazványa lappang.
- Autográf tisztázat (1904. okt.–dec. datálással), dedikációs példány Grubernénak (Bartók Archívum, Budapest 484-es szám)
- Az 1–10. oldal ismeretlen kéz másolatában, Bartók javításaival, a lassú első részt közreadó „rövid forma” Rv 3199 kiadásának (1908) metszőpéldánya (Bartók Archívum, Budapest: BH26a)
- A „rövid forma” javított korrektúralevonata és a kiadás javított példánya (Bartók Archívum, Budapest: BH26b–c); a „rövid forma” másik javított példánya (ifj. Bartók Béla budapesti magángyűjteménye)

### 1905-ös változat
- Két autográf partitúra, mindkettő Morceau de Concert címzéssel:

1. Az eredeti hangszerelés, javítás után a lemezszám nélküli Rv elsőkiadás (1910) metszőpéldánya (Bartók Péter floridai magángyűjteménye: 8TFSS1)
2. Autográf partitúra másolat az 1905-ös párizsi versenyre (Bartók Archívum, Budapest: 35)

- Az elsőkiadás és a Rv 4154 új kiadás, valamint a szólamok javított példányai (Bartók Archívum, Budapest: 2006)

#### 2-zongorás kivonat
- A 2. zongora fogalmazványa, a Rv 3337 (1910) elsőkiadás metszőpéldánya (Bartók Péter magángyűjteménye: 8TPPS1); az autográf másolat eldobott 1. oldala (Bartók Archívum, Budapest: BH28b)
- A Rv 3337 elsőkiadás javított korrektúralevonata (® Freund/Milroy gyűjtemény)
- Az elsőkiadás revideált példánya II. Edition jelzéssel, a Rv revideált kiadás (1919) metszőpéldánya (Bartók Archívum, Budapest: BH28a).
- A Rv revideált kiadás egy példánya Bartók bejegyzéseivel (Bartók Archívum, Budapest: 3346).